# Welsh Music Prize
Le Welsh Music Prize ou Gwobr Gerddoriaeth Gymreig est une récompense décernée chaque année depuis 2011 au meilleur album gallois. Les nommés sont choisis par un panel d'une centaine de professionnels gallois du monde de la musique et le vainqueur est élu par un jury d'une dizaine de membres.
Le prix est créé par le disc-jockey Huw Stephens (en) et le promoteur John Rostron. Sa remise, qui se déroule à l'automne, est organisée à l'origine en conjonction avec le festival Sŵn (en).

## Liste des lauréats
- 2011 : Hotel Shampoo (en) de Gruff Rhys
- 2012 : The Plot Against Common Sense (en) de Future of the Left
- 2013 : Week of Pines de Georgia Ruth (en)
- 2014 : Weird Sister de Joanna Gruesome (en)
- 2015 : Y Dydd Olaf de Gwenno
- 2016 : 2013 de Meilyr Jones
- 2017 : Ruins/Adfeilion de The Gentle Good
- 2018 : 1, 2, Kung Fu! de Boy Azooga
- 2019 : Melyn d'Adwaith (en)
- 2020 : Care City de Deyah
- 2021 : Inner Song (en) de Kelly Lee Owens
- 2022 : Bato Mato d'Adwaith (en)
- 2023 : Dos Bebés de Rogue Jones (cy)
- 2024 : Blood, Sweat and Fears de Lemfreck

## Résultats détaillés

### 2010-2011

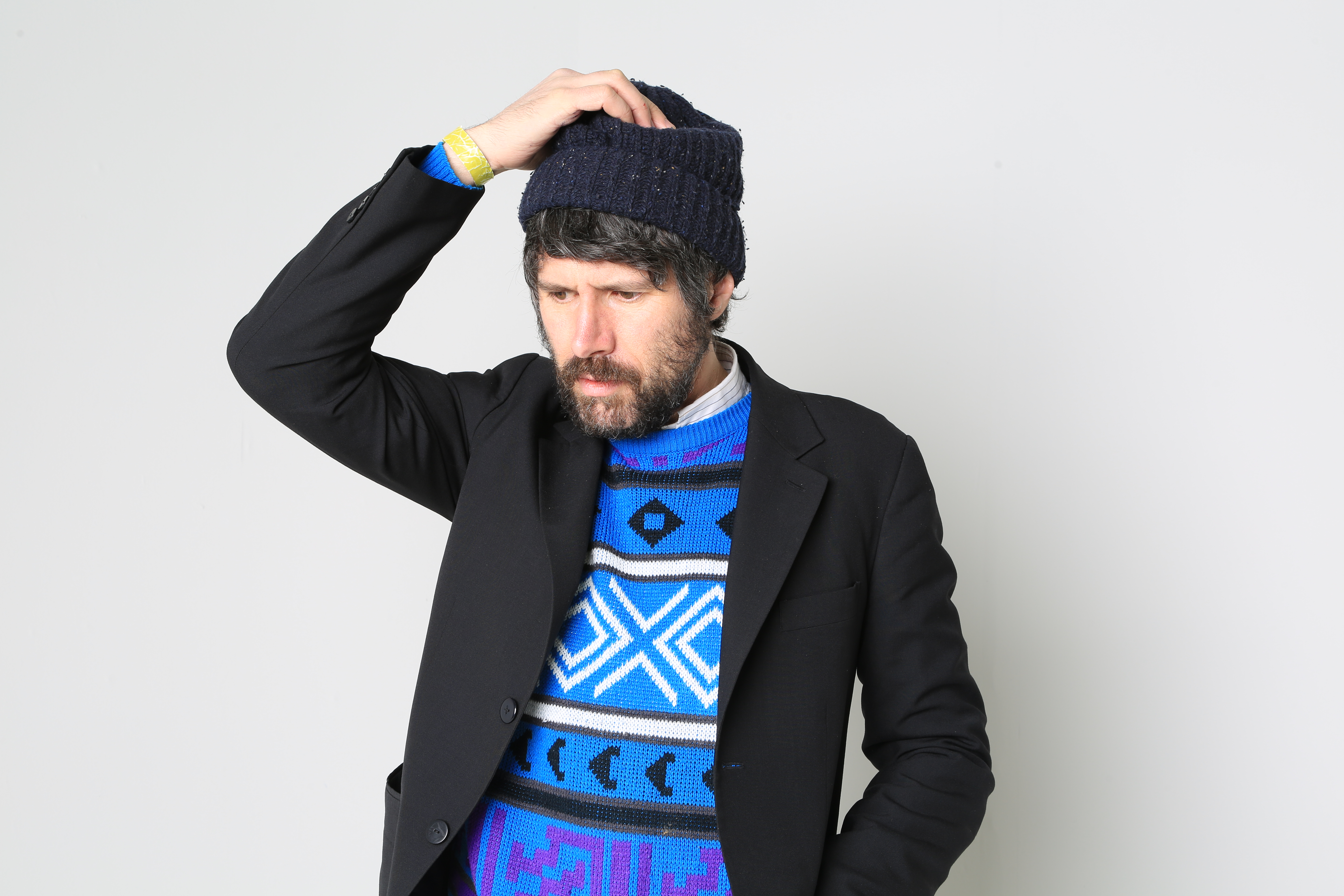
Gruff Rhys, lauréat en 2011.

- Vainqueur : Gruff Rhys – Hotel Shampoo (en)[2]
- Nominations :
  - Al Lewis (en) – In the Wake
  - Colorama (en) – Box
  - Funeral for a Friend – Welcome Home Armageddon
  - Lleuwen – Tân
  - Manic Street Preachers – Postcards from a Young Man
  - Stagga – The Warm Air Room
  - Sweet Baboo (en) – I'm a Dancer/Songs About Sleepin'
  - The Blackout – Hope (en)
  - The Gentle Good – Tethered for the Storm
  - The Joy Formidable – The Big Roar (en)
  - Y Niwl (en) – Y Niwl

### 2011-2012

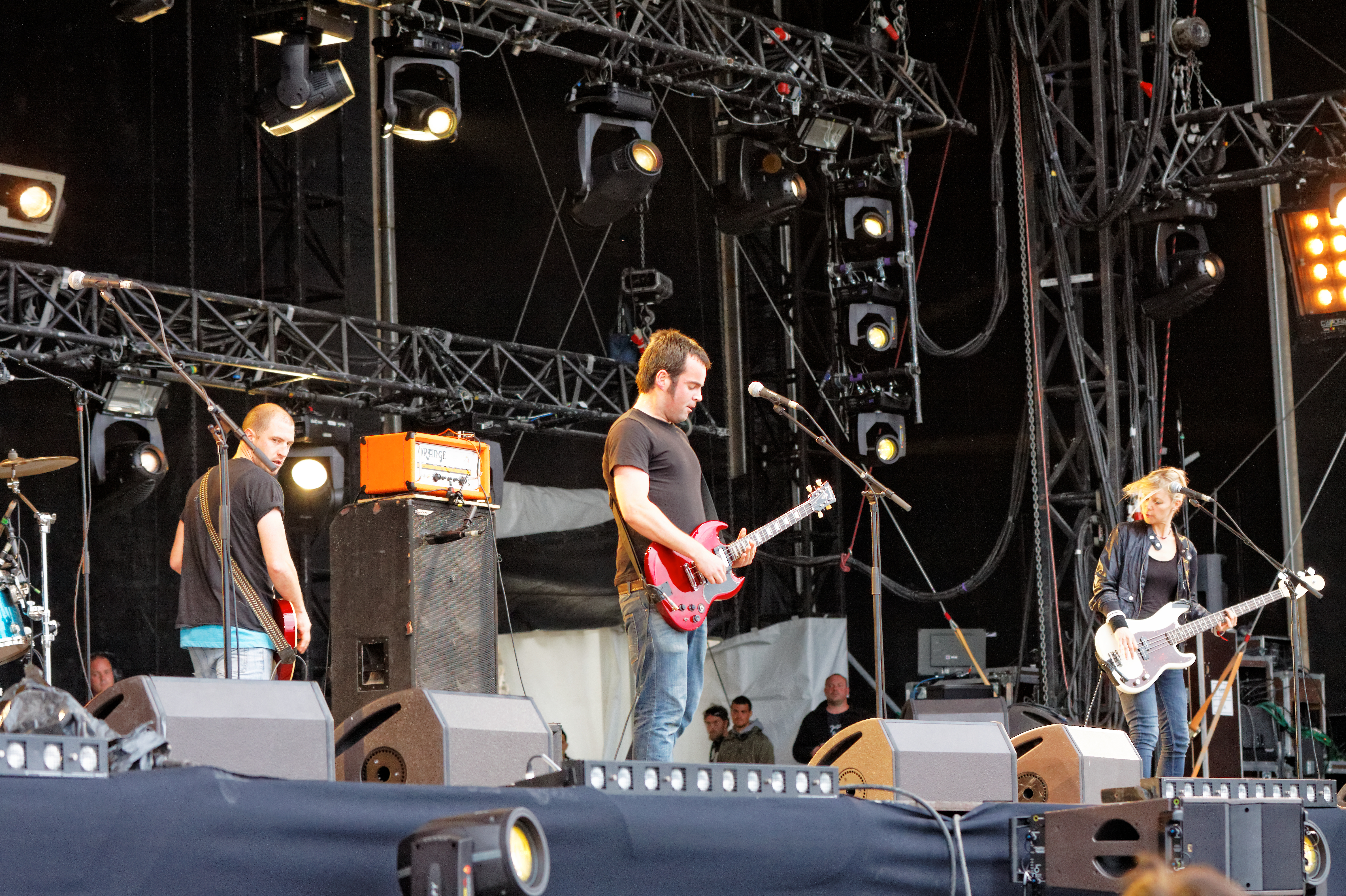
Future of the Left, lauréats en 2012.

- Vainqueur : Future of the Left – The Plot Against Common Sense (en)[3]
- Nominations :
  - Bright Light Bright Light (en) – Make Me Believe in Hope
  - Cate Le Bon (en) – Cyrk
  - Cowbois Rhos Botwnnog (en) – Draw Dros Y Mynydd
  - Exit International – Black Junk
  - Huw M – Gathering Dusk
  - Islet (en) – Illuminated People
  - Jodie Marie (en) – Mountain Echo
  - Kids in Glass Houses – In Gold Blood (en)
  - Kutosis – Fanatical Love
  - Los Campesinos! – Hello Sadness (en)
  - Truckers of Husk – Accelerated Learning

### 2012-2013
- Vainqueur : Georgia Ruth (en) – Week of Pines[4]
- Nominations :
  - Euros Childs – Summer Special

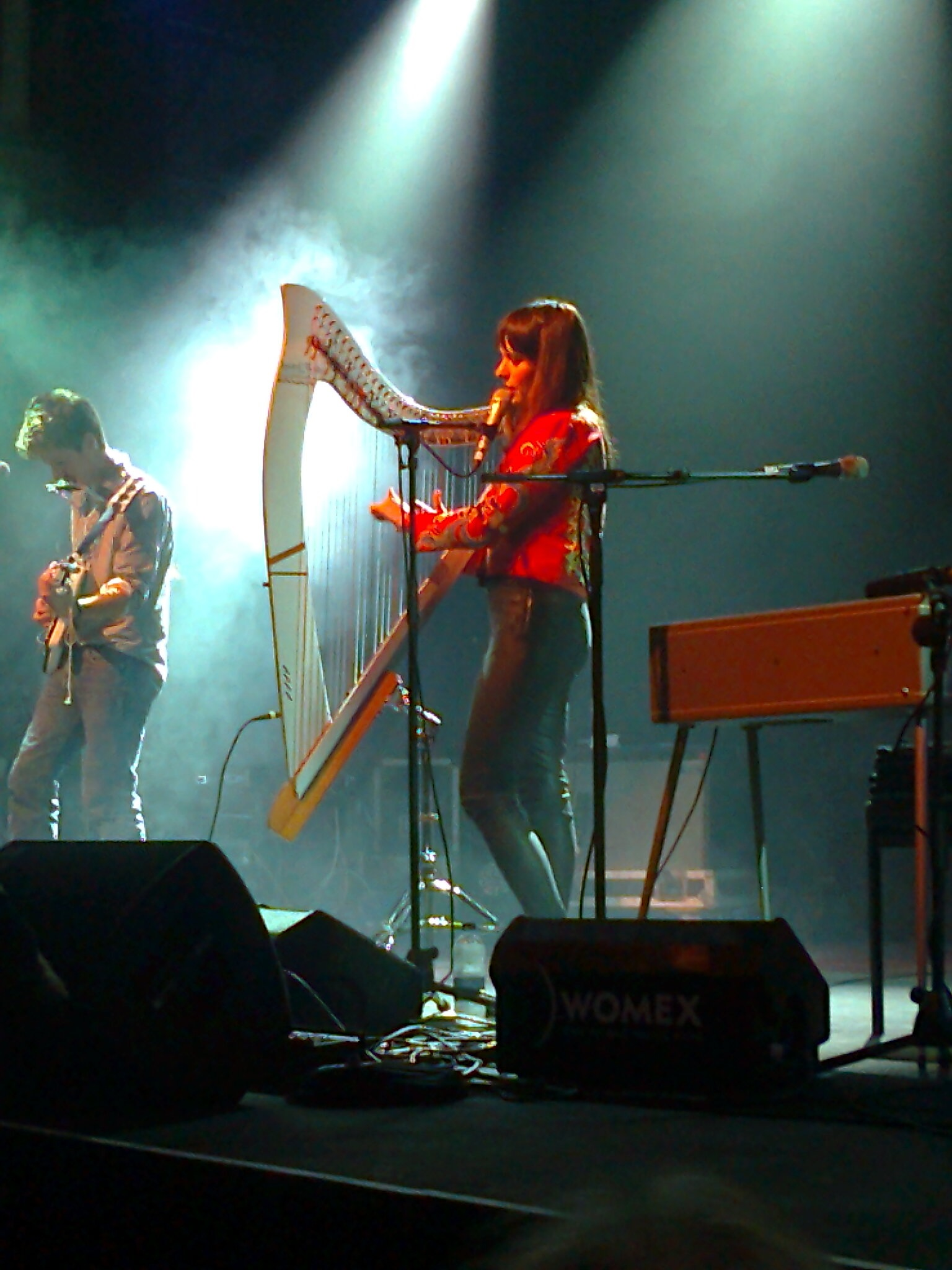
Georgia Ruth, lauréate en 2013.

  - Fist of the First Man – Fist of the First Man
  - Laurence Made Me Cry – The Diary of Me
  - Little Arrow – Wild Wishes
  - Metabeats – Caviar Crackle
  - Neon Neon – Praxis Makes Perfect (en)
  - Race Horses (en) – Furniture
  - Sweet Baboo (en) – Ships
  - Trwbador (en) – Trwbador
  - Winter Villains – February
  - Zervas and Pepper (en) – Lifebringer

### 2013-2014
- Vainqueur : Joanna Gruesome (en) – Weird Sister
- Nominations :
  - 9Bach (en) – Tincian
  - Cate Le Bon (en) – Mug Museum (en)
  - Euros Childs – Situation Comedy

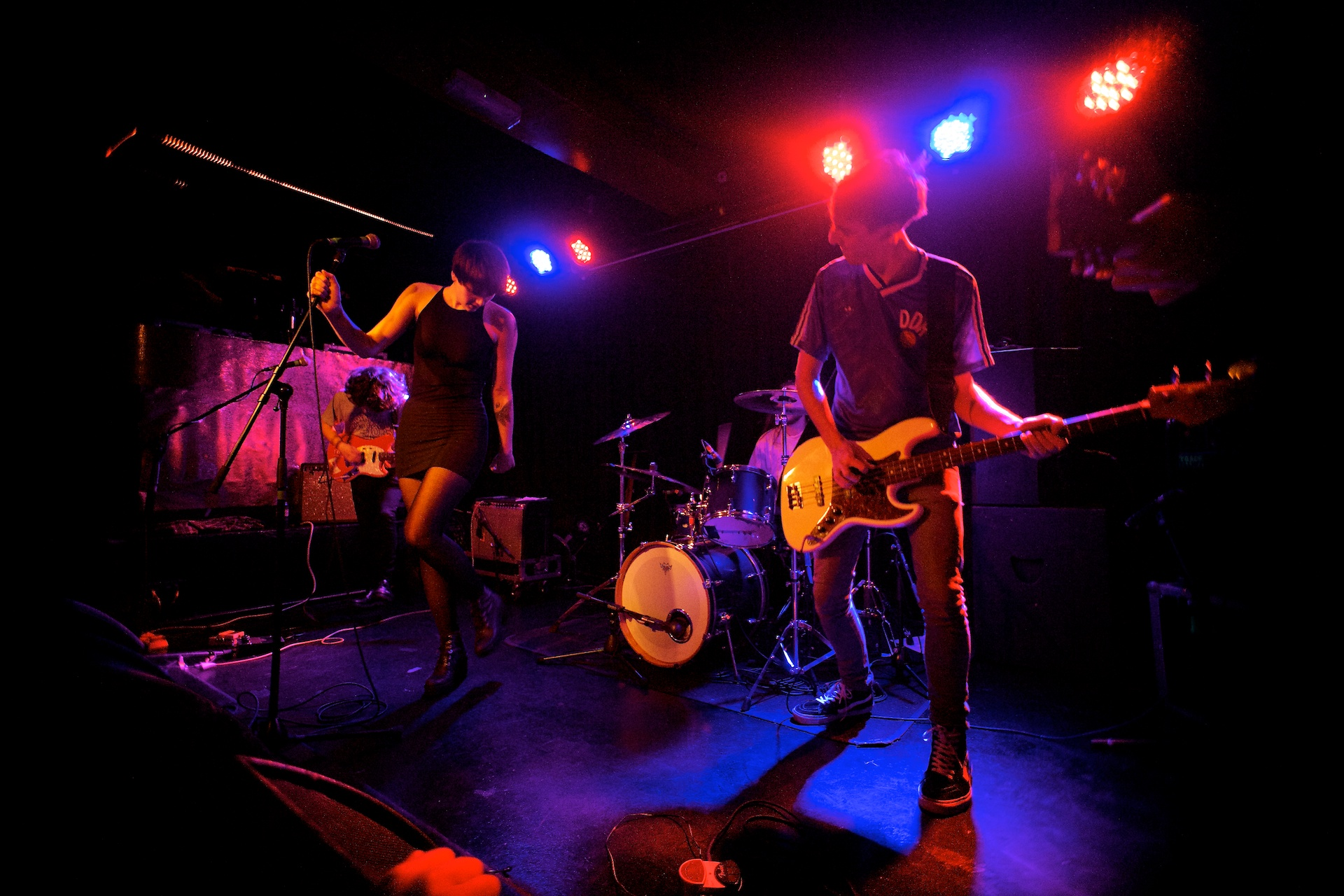
Joanna Gruesome, lauréats en 2014.

  - Future of the Left – How to Stop Your Brain in an Accident (en)
  - Gruff Rhys – American Interior (en)
  - Gulp – Season Sun
  - Manic Street Preachers – Futurology
  - Samoans – Rescue
  - Slowly Rolling Camera (en) – Slowly Rolling Camera
  - The Gentle Good – Y Bardd Anfarwol
  - The People The Poet (en) – The Narrator

### 2014-2015
- Vainqueur : Gwenno – Y Dydd Olaf[5]
- Nominations :
  - Calan (en) – Dinas

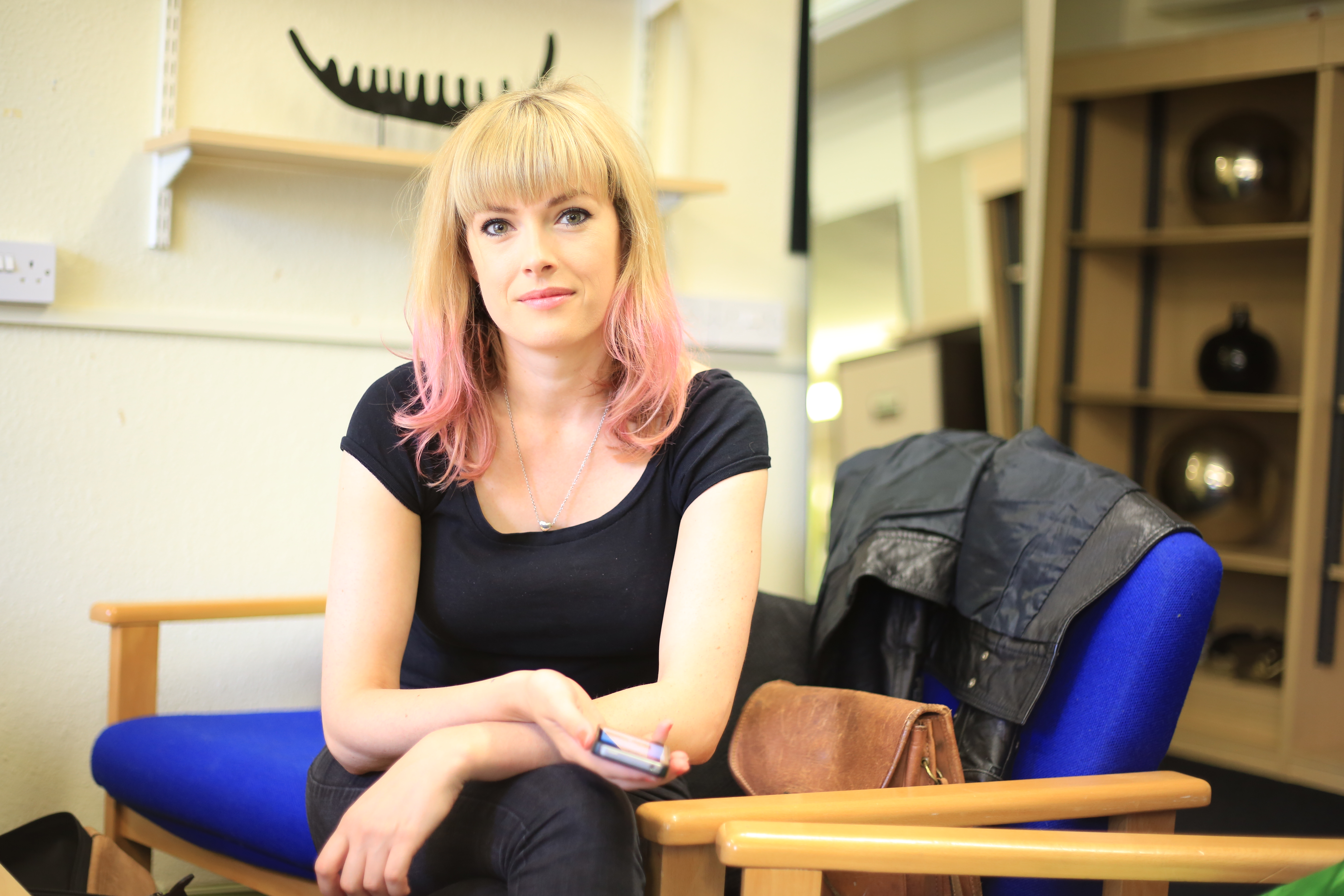
Gwenno, lauréate en 2015.

  - Catfish and the Bottlemen – The Balcony (en)
  - Geraint Jarman (en) – Dwyn yr Hogyn Nol
  - H. Hawkline (en) – In the Pink of Condition
  - Hippies vs Ghosts – Droogs
  - Houdini Dax – Naughty Nation
  - Joanna Gruesome (en) – Peanut Butter (en)
  - Keys (en) – Ring the Changes
  - Paper Aeroplanes (en) – Joy
  - Richard James (en) – All the New Highways
  - Tender Prey – Organ Calzone
  - Trwbador (en) – Several Wolves
  - Zarelli (en) – Soft Rains
  - Zefur Wolves – Zefur Wolves

### 2015-2016
- Vainqueur : Meilyr Jones – 2013[6]
- Nominations :
  - 9Bach (en) – Anian
  - Alun Gaffey – Alun Gaffey
  - Cate Le Bon (en) – Crab Day
  - Climbing Trees (en) – Borders
  - Datblygu (en) – Porwr Trallod
  - Plu – Tir a Golau
  - Right Hand Left Hand – Right Hand Left Hand
  - Simon Love – It Seemed Like a Good Idea at the Time
  - Skindred – Volume
  - Sŵnami (en) – Sŵnami
  - The Anchoress (en) – Confessions of a Romance Novelist (en)

### 2016-2017
- Vainqueur : The Gentle Good – Ruins/Adfeilion[7]
- Nominations :
  - Baby Queens – Baby Queens
  - Bendith – Bendith
  - Cotton Wolf – Life in Analogue
  - H. Hawkline (en) – I Romanticize
  - HMS Morris – Interior Design
  - Kelly Lee Owens – Kelly Lee Owens (en)
  - Mammoth Weed Wizard Bastard – Y Proffwyd Dwyll
  - Gruff Rhys – Set Fire to the Stars
  - Georgia Ruth (en) – Fossil Scale
  - Sweet Baboo (en) – Wild Imagination
  - Toby Hay – The Gathering

### 2017-2018

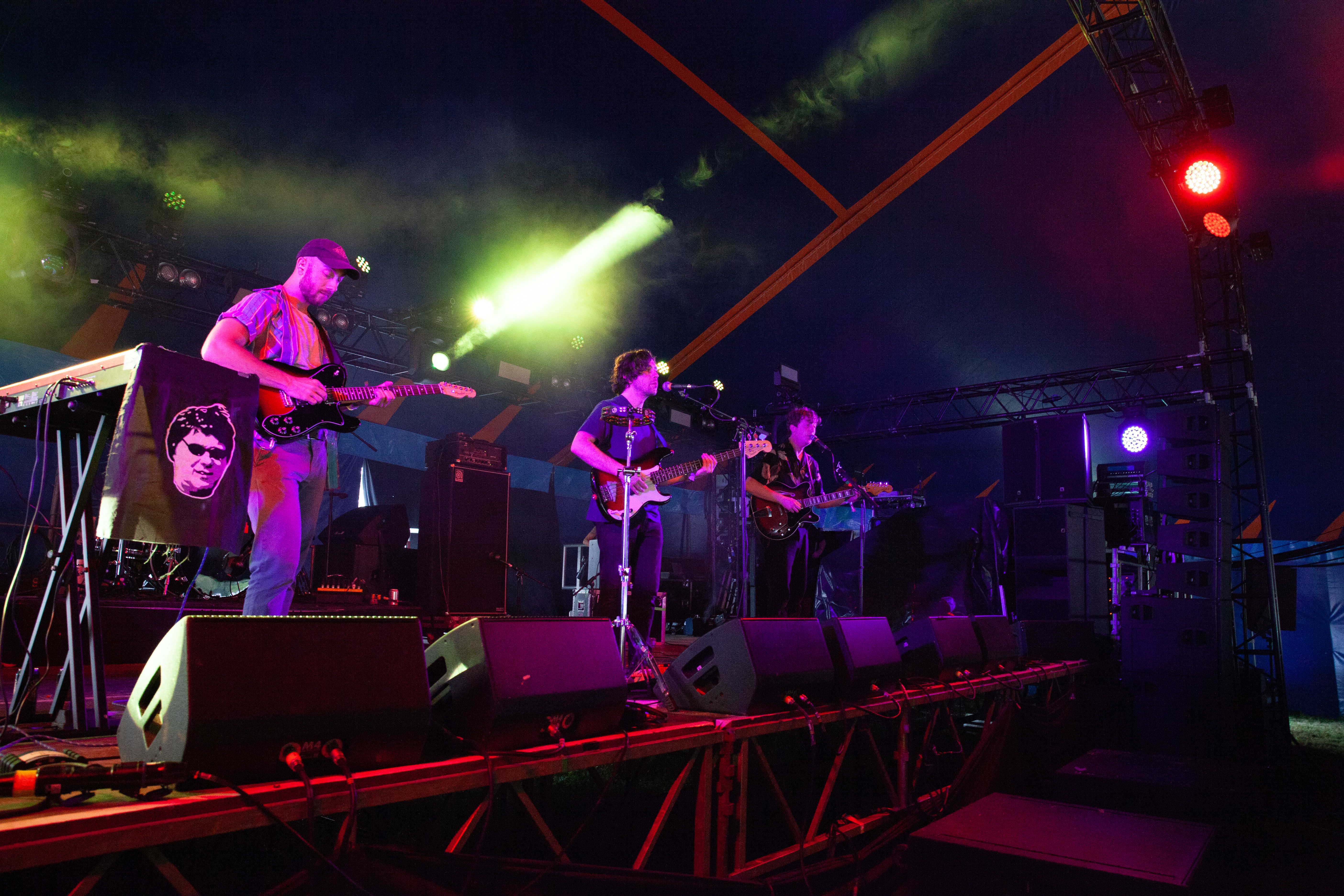
Boy Azooga, lauréats en 2018.

- Vainqueur : Boy Azooga – 1, 2, Kung Fu![8]
- Nominations :
  - Alex Dingley – Beat the Babble
  - Astroid Boys – Broke
  - Bryde (en) – Like an Island
  - Catrin Finch & Seckou Keita – Soar
  - Eugene Capper & Rhodri Brooks – Pontvane
  - Gwenno – Le Kov (en)
  - Gruff Rhys – Babelsberg (en)
  - Manic Street Preachers – Resistance Is Futile
  - Mellt – Mae'n Hawdd Pan Ti'n Ifanc
  - Seazoo – Trunks
  - Toby Hay – The Longest Day

### 2018-2019

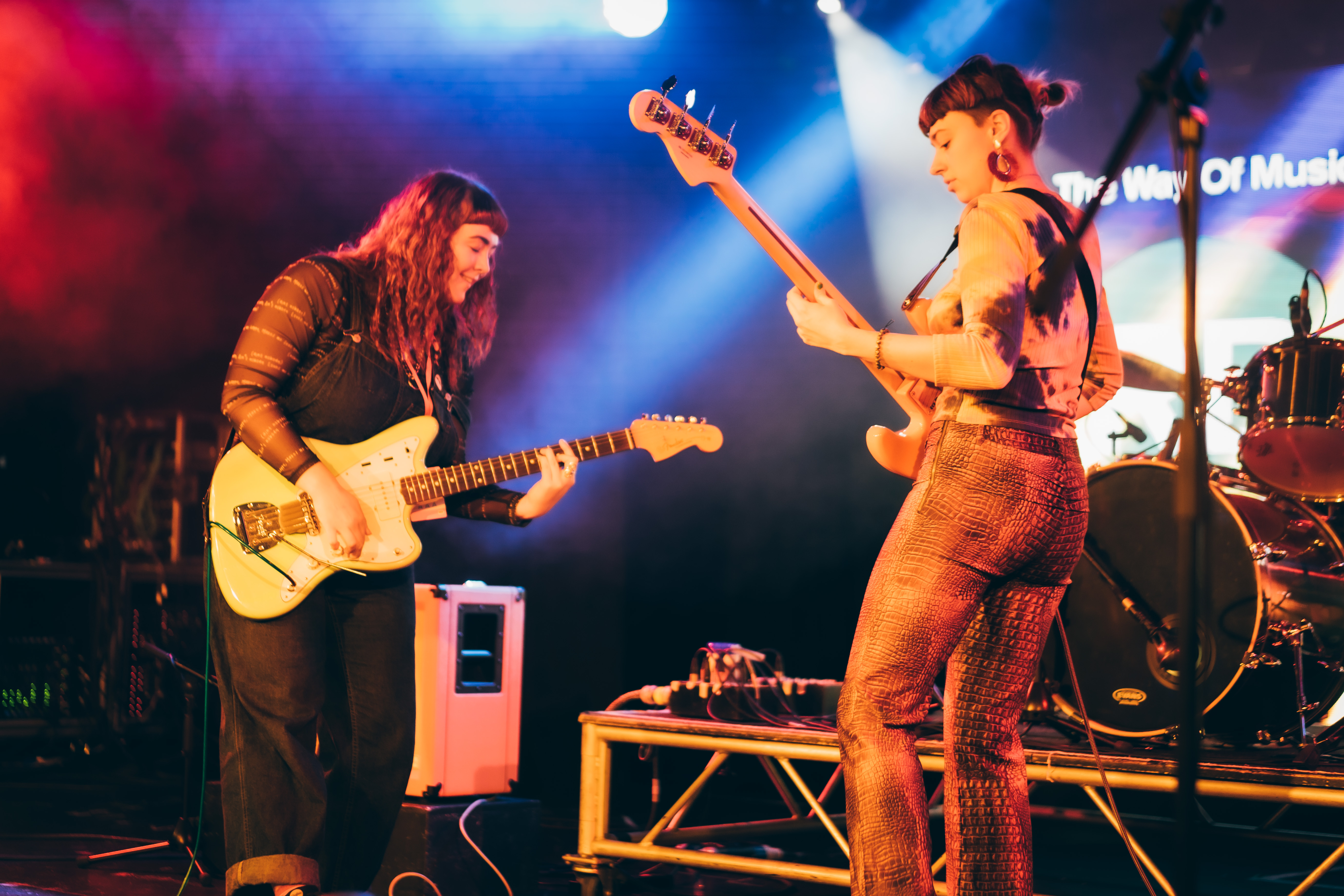
Adwaith, lauréates en 2019.

- Vainqueur : Adwaith (en) – Melyn[9]
- Nominations :
  - Accü – Echo the Red
  - Audiobooks – Now! (In a Minute)
  - Carwyn Ellis (en) & Rio 18 – Joia!
  - Cate Le Bon (en) – Reward (en)
  - Deyah – Lover Loner
  - Estrons – You Say I'm Too Much I Say You're Not Enough
  - HMS Morris – Inspirational Talks
  - Lleuwen – Gwn Glân Beibl Budr
  - Lucas J Rowe – Touchy Love
  - Mr – Oesoedd
  - Vrï (cy) – Tŷ Ein Tadau

### 2019-2020
- Vainqueur : Deyah – Care City[10]
- Nominations :
  - Ani Glass – Mirores
  - Colorama (en) – Chaos Wonderland
  - Cotton Wolf – Ofni
  - Don Leisure – Steel Zakuski
  - Georgia Ruth (en) – Mai'
  - Gruff Rhys – Pang! (en)
  - Islet (en) – Eyelet
  - Keys (en) – Bring Me the Head of Jerry Garcia
  - Kidsmoke - A Vision in the Dark
  - Los Blancos – Sbwriel Gwyn
  - Luke RV – Valley Boy
  - Yr Ods (cy) – Iaith y Nefoedd
  - Right Hand Left Hand – Zone Rouge
  - Silent Forum - Everything Solved at Once

### 2020-2021

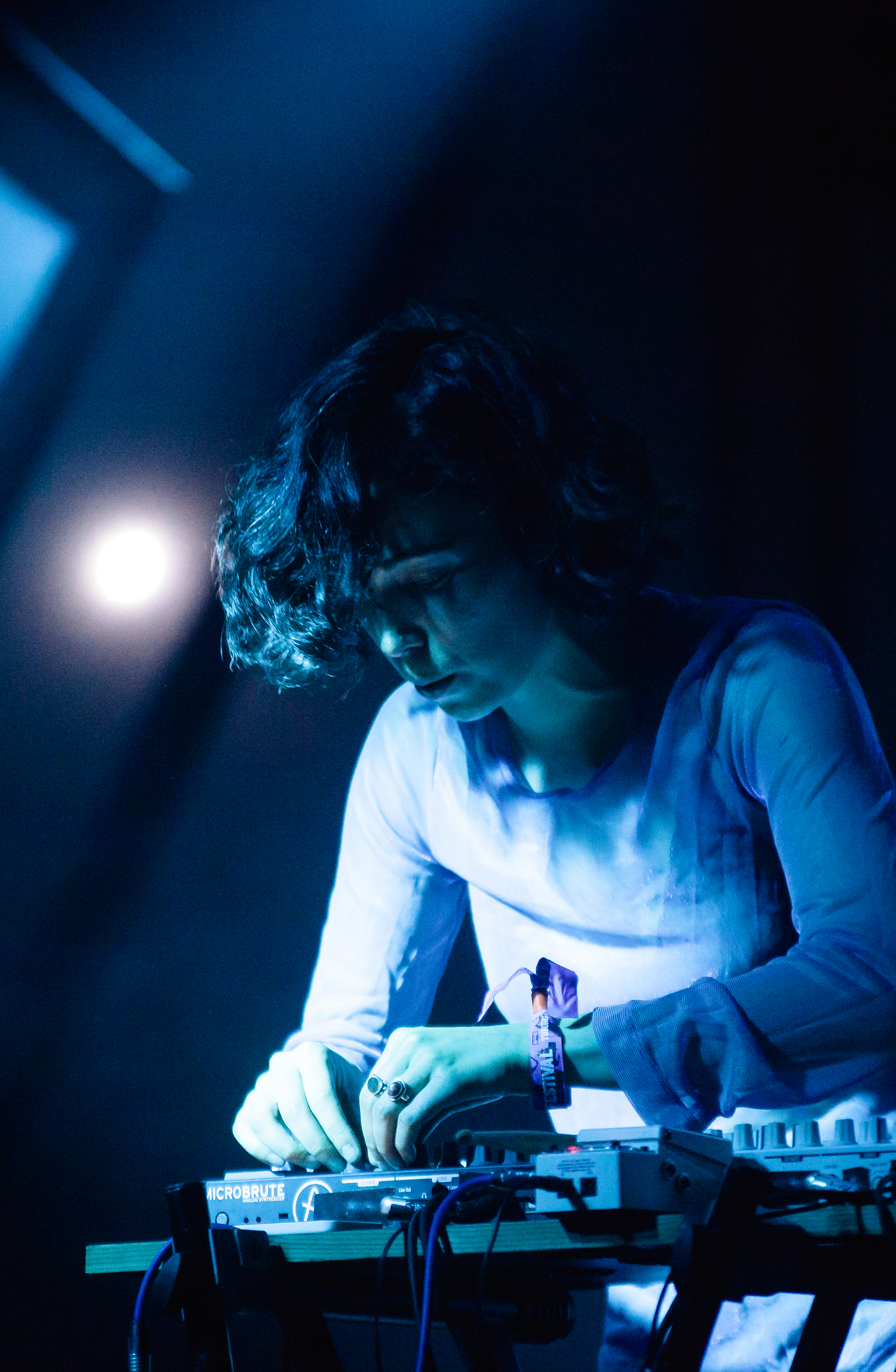
Kelly Lee Owens, lauréate en 2021.

- Vainqueur : Kelly Lee Owens – Inner Song (en)[11]
- Nominations :
  - Afro Cluster – The Reach
  - Carwyn Ellis (en) & Rio 18 – Mas
  - Datblygu (en) – Cwm Gwagle
  - El Goodo – Zombie
  - Gruff Rhys – Seeking New Gods
  - Gwenifer Raymond – Strange Lights over Garth Mountain
  - Mace the Great – My Side of the Bridge
  - Novo Amor – Cannot Be, Whatsover
  - Private World – Aleph
  - Pys Melyn – Bywyd Llonydd
  - The Anchoress (en) – The Art of Losing (en)

### 2021-2022
- Vainqueur : Adwaith (en) – Bato Mato[12]

- Nominations :

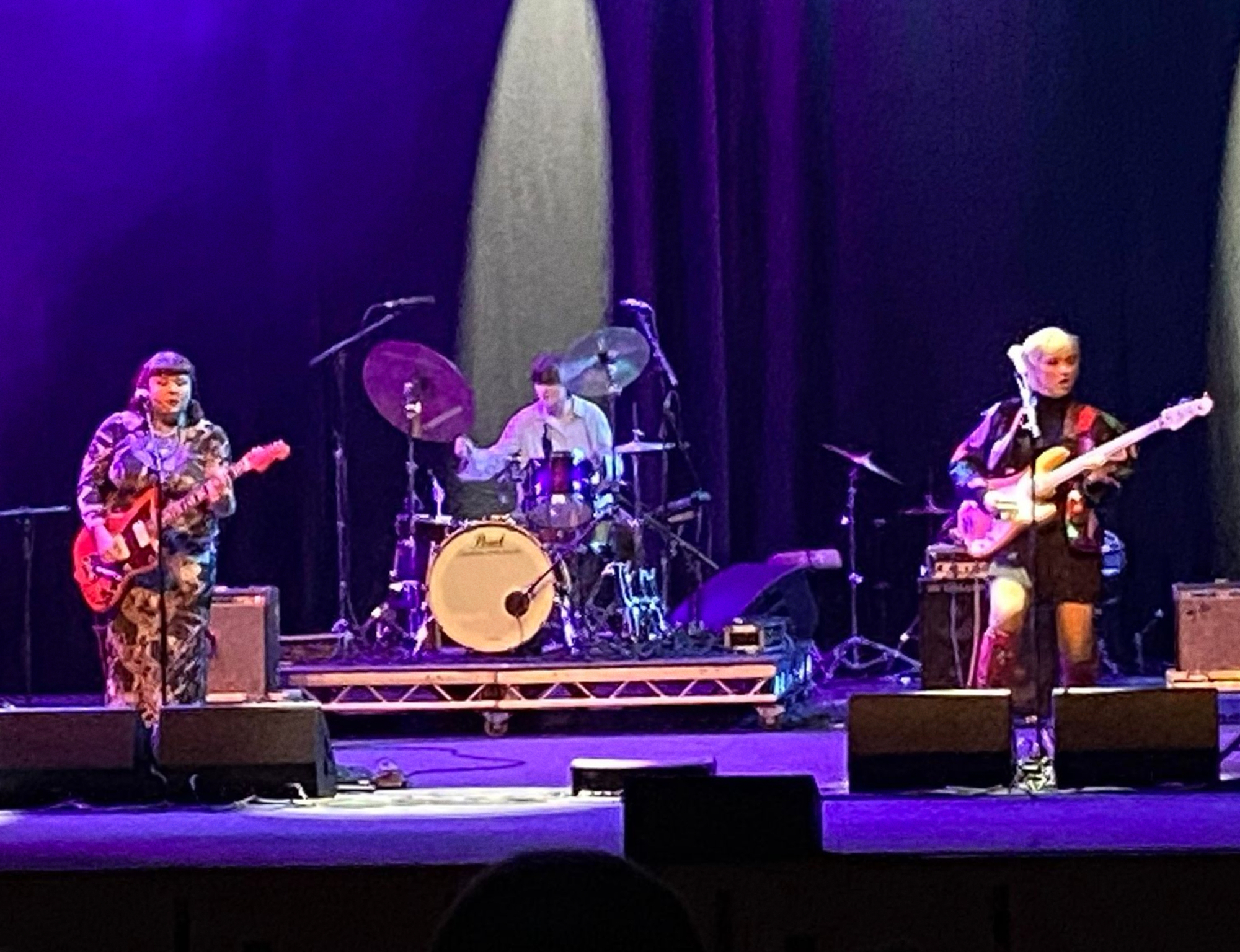
Adwaith, lauréates en 2022.

  - Art School Girlfriend – Is It Light Where You Are
  - Breichiau Hir – Hir Oes I'r Cof
  - Bryde (en) – Still
  - Buzzard Buzzard Buzzard – Backhand Deals
  - Carwyn Ellis (en) & Rio 18 with the BBC National Orchestra of Wales – Yn Rio
  - Cate Le Bon (en) – Pompeii (en)
  - Danielle Lewis – Dreaming in Slow Motion
  - Dead Method – Future Femme
  - Don Leisure – Shaboo Strikes Back
  - Gwenno – Tresor (en)
  - Lemfreck – The Pursuit
  - Manic Street Preachers – The Ultra Vivid Lament (en)
  - Papur Wal – Amser Mynd Adra
  - Sywel Nyw – Deuddeg

### 2022-2023
- Vainqueur : Rogue Jones (cy) – Dos Bebés[13]

- Nominations :
  - Cerys Hafana – Edyf
  - CVC – Get Real
  - Dafydd Owain – Uwch Dros Y Pysgod
  - H. Hawkline (en) – Milk for Flowers
  - Hyll – Sŵn O’r Stafell Arall
  - Ivan Moult – Songs from Severn Grove
  - John Cale – Mercy (en)
  - Mace the Great – SplottWorld
  - Minas – All My Love Has Failed Me
  - Overmono (en) – Good Lies
  - Sister Wives – Y Gawres
  - Stella Donnelly – Flood (en)
  - Sŵnami (en) – Sŵnamii
  - Ynys – Ynys

### 2023-2024
- Vainqueur : Lemfreck – Blood, Sweat and Fears[14]

- Nominations :
  - Aleighcia Scott (en) – Windrush Baby
  - Angharad – Motherland
  - Buzzard Buzzard Buzzard – Skinwalker
  - Chroma - Ask For Angela
  - Cowbois Rhos Botwnnog (en) – Mynd â'r tŷ am dro
  - Elkka – Prism of Pleasure
  - Georgia Ruth (en) – Cool Head
  - Gruff Rhys – Sadness Sets Me Free (en)
  - HMS Morris – Dollar Lizard Money Zombie
  - Mellt – Dim Dwywaith
  - Pys Melyn – Bolmynydd
  - Skindred – Smile
  - Slate – Deathless
  - Ynys – Dosbarth Nos